# 科斯德克莱朗
科斯德克莱朗（法語：Cause-de-Clérans，法語發音：[koz də kleʁɑ̃]）是法国多尔多涅省的一个市镇，属于贝尔热拉克区。

## 地理
科斯德克莱朗（44°51'45"N, 0°40'1"E）面积14.35 平方千米，位于法国新阿基坦大区多爾多涅省，该省份为法国西南部内陆省份，是法國本土面积第三大的省，大致对应佩里戈尔地区，北起顺时针与夏朗德省、上维埃纳省、科雷兹省、洛特省、洛特-加龙省、吉倫特省和滨海夏朗德省接壤。
与科斯德克莱朗接壤的市镇（或旧市镇、城区）包括：佩里戈尔地区圣马塞尔、巴讷伊、卢伊尔河畔利奥拉克、穆莱迪耶、普雷西尼亚克-维克、圣卡普赖斯德拉兰德。

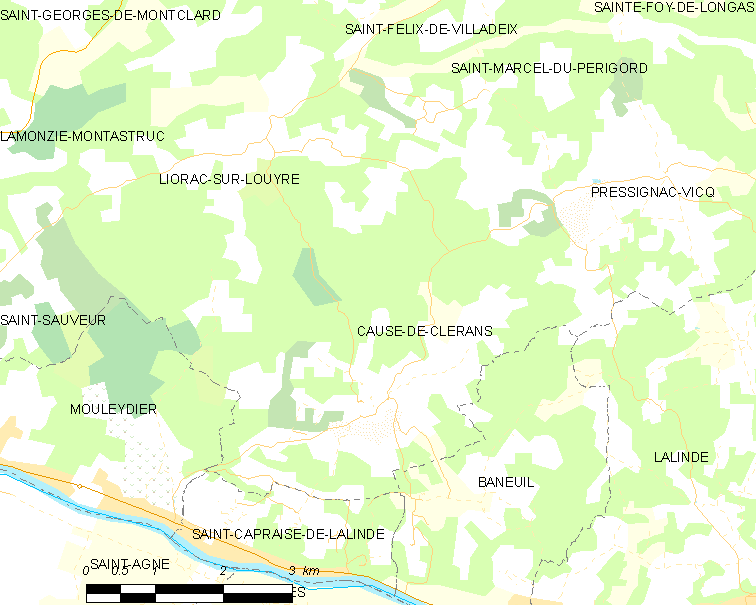
科斯德克莱朗的OSM定位图

科斯德克莱朗的时区为UTC+01:00、UTC+02:00（夏令时）。

## 行政
科斯德克莱朗的邮政编码为24150，INSEE市镇编码为24088。

## 政治
科斯德克莱朗所属的省级选区为拉兰德县。

## 人口

1962-2008年间科斯德克莱朗人口变化图示

科斯德克莱朗于2022年1月1日时的人口数量为336人。